# Manicouagan (regionale Grafschaftsgemeinde)
Manicouagan ist eine regionale Grafschaftsgemeinde (französisch municipalité régionale du comté, MRC) in der kanadischen Provinz Québec.
Sie liegt in der Verwaltungsregion Côte-Nord und besteht aus neun untergeordneten Verwaltungseinheiten (eine Stadt, eine Gemeinde, fünf Dörfer, ein Sprengel und ein gemeindefreies Gebiet). Die MRC wurde am 1. April 1981 gegründet. Der Hauptort ist Baie-Comeau. Die Einwohnerzahl beträgt 31.027 (Stand: 2016) und die Fläche 35.705,48 km², was einer Bevölkerungsdichte von 0,9 Einwohnern je km² entspricht.

## Gliederung
Stadt (ville)
- Baie-Comeau

Gemeinde (municipalité)
- Franquelin

Dorf (municipalité de village)
- Baie-Trinité
- Chute-aux-Outardes
- Godbout
- Pointe-aux-Outardes
- Pointe-Lebel

Sprengel (paroisse)
- Ragueneau

Gemeindefreies Gebiet (territoire non-organisé)
- Rivière-aux-Outardes

Auf dem Gebiet der MRC Manicouagan liegt auch das Indianerreservat Betsiamites, das aber autonom verwaltet wird und eine Enklave bildet.

## Angrenzende MRC und vergleichbare Gebiete
- Caniapiscau
- Sept-Rivières
- La Haute-Côte-Nord
- Le Fjord-du-Saguenay